# Лери, Яков Прекло де
Яков Прекло де Лери (Jacques Prèclos-de Lery) — лектор французского языка в Московском университете (1764-1765).

## Биография
Яков Прекло де Лери сменил на должности профессора Николая Билона и продолжил его программу обучения. До поступления в Московский университет лектором состоял полковником на службе у короля польского, издавал во Франкфурте-на-Майне французскую газету и собирался в Москве издавать французский журнал, но смерть помешала ему осуществить эту мысль. Известно, что он в 1764 г. говорил похвальное слово на Университетском акте. Скончался Лери в январе 1765 г. в Москве.